# Echoes: The Best of Pink Floyd
Echoes: The Best of Pink Floyd – album kompilacyjny brytyjskiej grupy Pink Floyd. Wydany 5 listopada 2001 roku w Europie i 6 listopada w Stanach Zjednoczonych, gdzie osiągnęła już status poczwórnej platynowej płyty.
W Polsce składanka osiągnęła status złotej płyty.

## Charakterystyka albumu
To pierwszy album wydany na CD zawierający utwór „When the Tigers Broke Free”, pojawiający się wcześniej w filmowej wersji „The Wall”. (W 2003 roku utwór ten pojawił się na reedycji albumu The Final Cut).
Kompilacja zawiera utwory z okresu całego działania Pink Floyd, od pierwszego singla Arnold Layne wydanego w 1967, aż do High Hopes ostatniej ścieżki ze studyjnego albumu The Division Bell z roku 1994. Pomiędzy każdą z 26 ścieżek zawartych na albumie stworzono efekt płynnego przejścia, dzięki czemu podczas odtwarzania nie słychać żadnych przerw w odtwarzanej muzyce (pomijając konieczność zmiany płyty po trzynastu ścieżkach). W ten sposób odtworzyć chciano specyficzny dla zespołu sposób nagrywania płyt studyjnych. Ciekawa jest też kolejność utworów – nie zachowano żadnej chronologii. Każda ze ścieżek została zremasterowana specjalnie na potrzeby kompilacji.
Album ten, krytykowany był przez zagorzałych fanów Pink Floyd z uwagi na brak materiału z albumów Music from the Film More, Ummagumma, Atom Heart Mother i Obscured by Clouds, oraz skrócone wersje „Echoes”, „Marooned”, „Shine on You Crazy Diamond”, „Sheep” i „High Hopes”. Można odnieść także wrażenie, że album powstał dla nowych fanów, czy przypadkowych słuchaczy. Na Echoes brakuje mniej znanych utworów, które zdołały zdobyć uznanie fanów. Brak tu też nowego materiału, często dodawanego do płyt kompilacyjnych innych zespołów.
Okładka albumu to kolaż składający się na dziesiątki symboli dobrze znanych fanom Pink Floyd. Dostrzec tam można między innymi, kierowcę, biznesmena, czy welon z Wish You Were Here, wioślarza i jezioro z The Rower (filmu pokazywanego podczas tras koncertowych z 1994 roku), porcelanową świnię i krowę z Animals, miniatury głów The Division Bell, samolot jako nawiązanie do „Learning to Fly”, zdjęcie ucha pod wodą z „Meddle”, czy pryzmat z „Dark Side of the Moon”.

## Lista utworów

### Płyta pierwsza
1. „Astronomy Domine” – 4:10 (z The Piper at the Gates of Dawn)
2. „See Emily Play” – 2:47 (singel; pojawił się też na składance Relics)
3. „The Happiest Days of Our Lives” – 1:38 (z The Wall)
4. „Another Brick in the Wall, Part II” – 4:01 (z The Wall)
5. „Echoes” – 16:30 (wersja skrócona utworu z Meddle)
6. „Hey You” – 4:39 (z The Wall)
7. „Marooned” – 2:02 (wersja skrócona utworu z The Division Bell)
8. „The Great Gig in the Sky” – 4:39 (z Dark Side of the Moon)
9. „Set the Controls for the Heart of the Sun” – 5:20 (z A Saucerful of Secrets)
10. „Money” – 6:29 (z Dark Side of the Moon)
11. „Keep Talking” – 5:57 (z The Division Bell)
12. „Sheep” – 9:46 (wersja skrócona utworu z Animals)
13. „Sorrow” – 8:45 (z A Momentary Lapse of Reason)

### Płyta druga
1. „Shine on You Crazy Diamond” – 17:32 (Połączone części 1-7 z zedytowanymi partiami solowymi – z Wish You Were Here)
2. „Time” – 6:48 (z Dark Side of the Moon)
3. „The Fletcher Memorial Home” – 4:07 (z The Final Cut)
4. „Comfortably Numb” – 6:53 (Wydłużona wersja zawierająca fragment Bring The Boys Back Home – z The Wall)
5. „When the Tigers Broke Free” – 3:42 (z filmowej wersji The Wall, także zremasterowana edycja The Final Cut z 2003 roku)
6. „One of These Days” – 5:14 (z Meddle)
7. „Us and Them” – 7:51 (z Dark Side of the Moon)
8. „Learning to Fly” – 4:50 (z A Momentary Lapse of Reason)
9. „Arnold Layne” – 2:52 (singel; pojawił się też na składance Relics)
10. „Wish you Were Here” – 5:20 (z Wish You Were Here)
11. „Jugband Blues” – 2:56 (z A Saucerful of Secrets)
12. „High Hopes” – 6:59 (wersja skrócona utworu z The Division Bell)
13. „Bike” – 3:24 (z The Piper at the Gates of Dawn)